# Pantalones capri

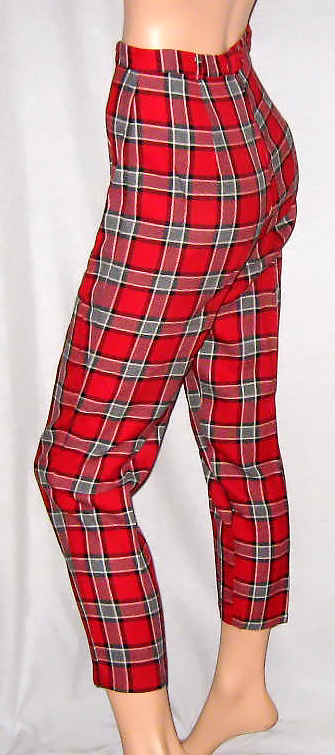
Pantalones capri.

Los pantalones capri (a veces llamados sólo Capris), también conocidos como pantalones pirata (o simplemente piratas), pantalones corsarios o pesqueros o de huerto (o simplemente hortelanos), son un tipo de pantalón que se lleva durante el verano con zapatos abiertos o durante el invierno con botas. Están diseñados para acabar cerca de media pantorrilla o justo bajo la pantorrilla. Son más populares para mujeres, aunque a finales del siglo veinte y principios del veintiuno se hicieron populares entre los hombres jóvenes en varios países.
Los pantalones de Capri fueron diseñados primero por la modista prusiana, Sonja de Lennart[1][2][3], en 1948 y se hicieron poulares en los Estados Unidos durante los años 60, principalmente debido a la influencia de la popular serie de televisión The Dick Van Dyke Show. Laura, la joven ama de casa interpretada por Mary Tyler Moore causó sensación en la moda llevando Capris ajustados en muchos episodios. Tras una caída de popularidad durante los años 70 hasta los 90 (incluso cuando Uma Thurman los llevó en Pulp Fiction) los pantalones Capri se convirtieron de nuevo en tendencia a principios del siglo XXI.
El nombre capri tiene su origen en la isla italiana donde se pusieron de moda por primera vez a finales de los 50 y principios de los 60.